# Ludwig von Bourbon-Sizilien

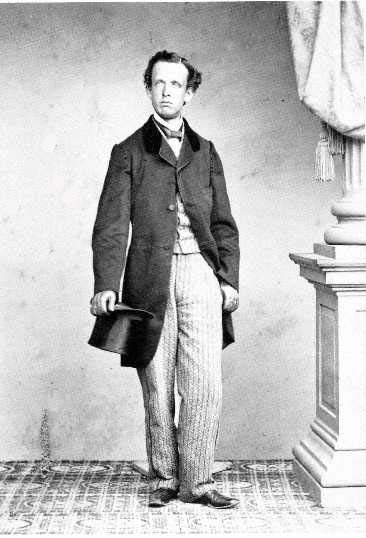
Prinz Ludwig von Bourbon-Sizilien, Graf von Trani

Ludwig Maria (* 1. August 1838 in Neapel; † 8. Juni 1886 in Paris) war Graf von Trani und Prinz des Königreichs beider Sizilien. Als zweitältester Sohn von König Ferdinand II. war Prinz Luigi von 1859 bis 1861 Thronfolger des Königreichs beider Sizilien.

## Leben

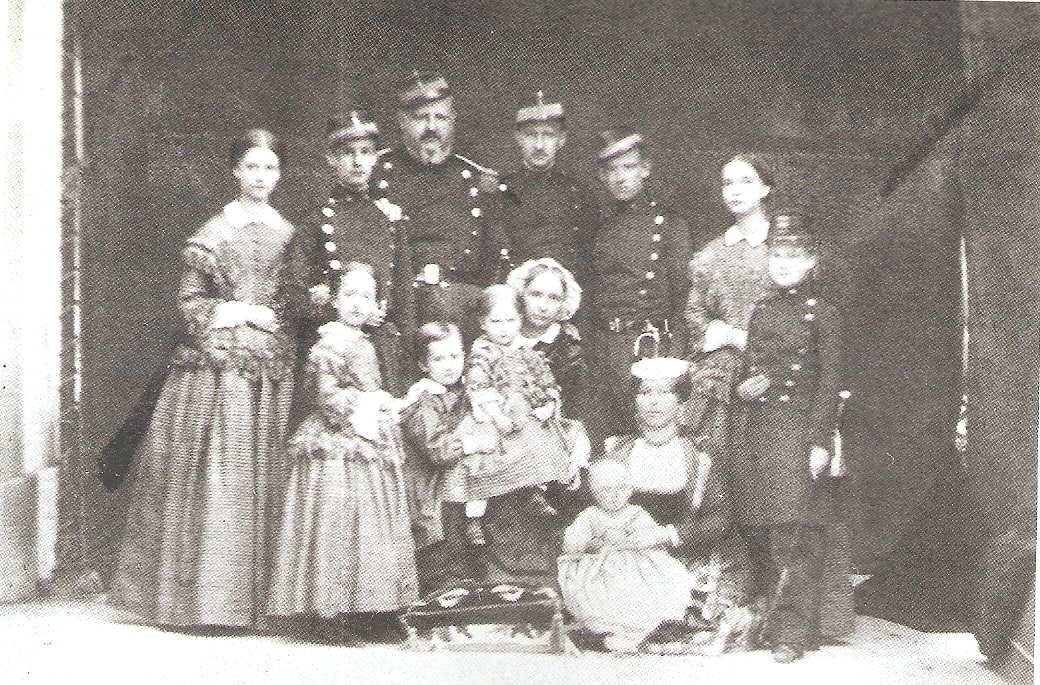
König Ferdinand II. beider Sizilien mit seiner Familie in den 1850er Jahren.

Prinz Ludwig wurde als Sohn von Ferdinand II., König beider Sizilien, und dessen zweiter Gemahlin Maria Theresia von Österreich, der Tochter des Erzherzogs Karl von Österreich-Teschen, geboren. Der König hatte insgesamt 13 Kinder, und Prinz Ludwig stand hinter seinem älteren Halbbruder Prinz Franz an zweiter Stelle der Thronfolge im Königreich beider Sizilien, jedoch ohne unmittelbare Aussicht den Thron zu erben.
Ihr Vater starb am 22. Mai 1859 und Ludwigs älterer Bruder wurde als Franz II. König beider Sizilien. Da Franz von seiner frischvermählten Frau Marie in Bayern noch keine Kinder hatte, wurde Prinz Ludwig sein Thronfolger. Franz II. wurde jedoch schon im Jahr 1861 im Zug der italienischen Einigung, des Risorgimento, als König beider Sizilien abgesetzt.
Ludwig verliebte sich in die Schwester seiner Schwägerin, in die Herzogin Mathilde in Bayern. Am 5. Juni 1861 heirateten Ludwig und Mathilde in München. Im selben Jahr wurde er zum nominellen Regimentsinhaber des Galizischen Ulanen-Regimentes Nr. 13 der österreichisch-ungarischen Armee ernannt, das daraufhin den Namenszusatz „Graf Trani“ erhielt und dessen Soldaten allgemein „Trani-Ulanen“ hießen.
1867 wurde das erste und einzige Kind des Paares geboren, Maria Theresia, spätere Fürstin von Hohenzollern. Die Ehe war für beide nicht das, was sie erwartet hatten. Während Ludwig seinen Kummer im Alkohol und mit anderen Frauen vertrieb, reiste seine Frau allein oder in Begleitung ihrer Schwestern um die Welt.

## Nachkommen
- Maria Theresia Magdalena, Prinzessin von Bourbon-Sizilien (1867–1909) ⚭ Fürst Wilhelm von Hohenzollern